# Saint-Amand-Magnazeix
Saint-Amand-Magnazeix ist eine Gemeinde in Frankreich. Sie gehört zur Region Nouvelle-Aquitaine, zum Département Haute-Vienne, zum Arrondissement Bellac und zum Kanton Châteauponsac. Die Nachbargemeinden sind Saint-Sornin-Leulac im Nordwesten, Saint-Maurice-la-Souterraine im Osten, Fromental im Südosten und Châteauponsac im Südwesten.

## Bevölkerungsentwicklung
| Jahr      | 1962 | 1968 | 1975 | 1982 | 1990 | 1999 | 2005 | 2008 | 2010 | 2013 |
| --------- | ---- | ---- | ---- | ---- | ---- | ---- | ---- | ---- | ---- | ---- |
| Einwohner | 837  | 772  | 705  | 608  | 521  | 442  | 532  | 530  | 547  | 550  |